# Nyáry Pál (politikus)
Nyáregyházi Nyáry Pál (Nyáregyháza, 1805. február 27. – Pest, 1871. április 21.) politikus, Pest-Pilis-Solt-Kiskun vármegye alispánja, képviselő, az Országos Honvédelmi Bizottmány tagja, a régi nemes Nyáry család sarja.
Nyáry Pál egy klasszikus vármegyei karriert befutott reformkori politikus, aki részt vett az 1848–49-es forradalom és szabadságharcban, meghatározó szereplője volt a pesti forradalomnak, az Országos Honvédelmi Bizottmány tagjaként jelentős szerepet vállalt az önállóságért folytatott küzdelemben, miközben mindvégig megmaradt az udvarral 1848-as alapon megegyezni hajlandók táborában. Börtönbüntetése után, az 1860-as években a Határozati Párt egyik vezéralakjaként részt vett az országos politikában.

## Kezdetek
Nyáregyházán, a Pest-Pilis-Solt vármegye közepén elhelyezkedő családi birtokközpont nemesi udvarházban született, 1805. február 27-én. Református, középbirtokos család legutolsó gyermekeként látta meg a napvilágot. Apja szintén Pál, megyei hivatalnok volt, nagyapja és dédapja majd két évtizedig töltötték be Nagykőrös bírói tisztjét. Édesanyja Beretvás Erzsébet volt. Csak távoli rokonságban álltak a báró Nyáry családdal.
Elemi iskoláit Nagykőrösön, középiskoláit Debrecenben végezte, Pesten tett ügyvédi vizsgát.

## Politikai pályája

### Pest-Pilis-Solt vármegye szolgálatában
A rokoni kapcsolatai által is támogatott Nyáry Pest-Pilis-Solt vármegye tisztviselőjeként kezdte pályafutását. 1838-tól a főjegyzői, 1845-től a másodalispáni tisztséget töltötte be. Segédkezett a pesti magyar Nemzeti Színház megalapításánál, rövid ideig annak igazgatói posztját is betöltötte. Tanulmányok jelentek meg a neve alatt a büntetőeljárás és a megyei közigazgatás reformjáról, illetve az egyik első takarékpénztár felállításával kapcsolatban. 1845-től tagja volt a követutasítást készítő bizottmánynak. 1847-ben jelentős szerepet játszott Kossuth Lajos Pest-Pilis-Solt megyei követté választásában.

### 1848–49-ben
Március 15-én Nyáry Pál Klauzál Gáborral együtt csatlakozott a pesti radikálisok által kirobbantott forradalomhoz, melynek vezetését is hamar átvették. Mindvégig igyekezett a néphangulatot mérsékelt mederben tartani, és ezzel a Pozsonyban ülésező országgyűlés liberális reformellenzékének a hátteret biztosítani. Neve felmerült a Batthyány-kormány lehetséges tagjai között, de végül csak a belügyi államtitkárságot ajánlották föl számára, amelyet nem fogadott el. Tagja volt a főváros rendjére ügyelő Középponti Bizottmánynak és elnöke a Pest Megyei Rendre Ügyelő Bizottmánynak. Az április-májusi népgyűléseken rendre szónokolt, általában az izgatott tömeg lecsillapítására törekedett. A május 10-i budavári macskazenét követő katonai incidens kivizsgálására kiküldött bizottmány polgári elnöke lett. A kormányválság idején neve mint lehetséges kormánytag (belügyminiszter) is fölmerült. Május 19-e után, a Márczius Tizenötödike c. napilap sajtópere kapcsán háttérbe szorult és csak a július elején összeült népképviseleti országgyűlésen aktivizálódott újra.
Képviselővé Pest-Pilis-Solt megye ráckevei kerületében választották meg. A július elején megnyílt országgyűlésen a radikális ellenzék vezetői közé tartozott, s a Batthyány-kormány egyik legaktívabb kritikusa volt. Ezzel együtt Kossuth Lajos híres, 200 ezer katona és 42 millió forint megajánlását kérő július 11-i beszédének végén ő emelkedett elsőként szólásra, és őt követve a ház közfelkiáltással fogadta el a pénzügyminiszter indítványát.

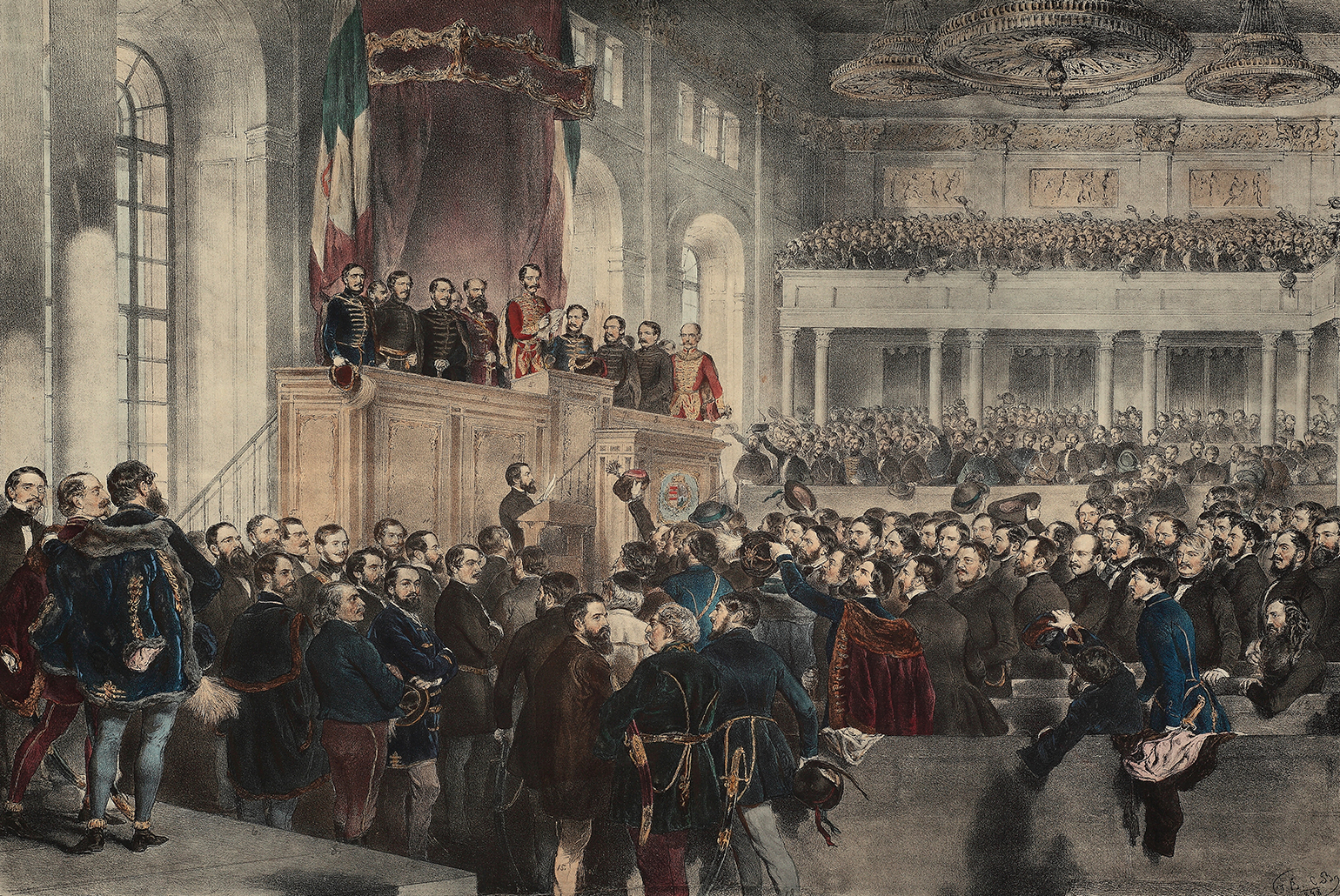
Az országgyűlés megnyitója, 1848. július 5.

Ellenezte az itáliai hadszíntérre kért osztrák katonai segély megadását, mondván, hogy a Magyarország és Ausztria között fennálló kapcsolatból nem következik, hogy egyiknek a másik háborújában részt kellene vennie.

Augusztus folyamán határozottan támogatta a német szövetség tervét és az újoncállítás vitájában az önálló honvédzászlóaljak fölállítása mellett érvelt.
Legfontosabb önálló indítványában a jobbágyrendszer maradványainak megszüntetését szorgalmazta. Ennek legjelentősebb eleme a szőlődézsma eltörlése volt. Törvényjavaslatának tárgyalására azonban nem került sor, részben a szeptemberi katonai események miatt, ám az országgyűlés határozatot fogadott el a szőlődézsma eltörléséről.

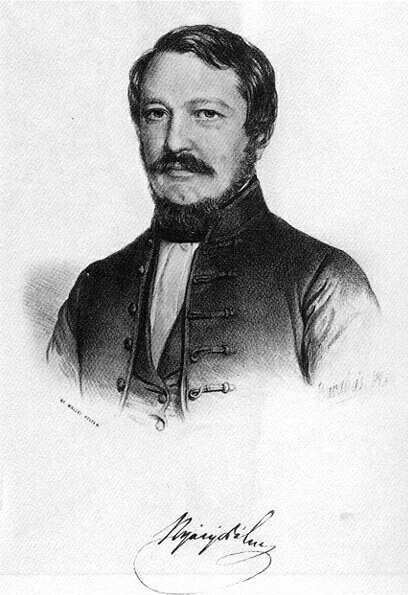
Barabás Miklós litográfiáján (1848)

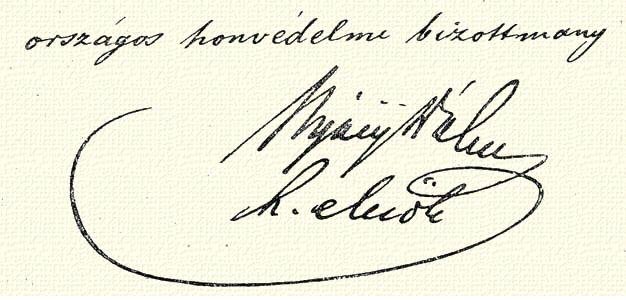
Nyáry Pál aláírása

A Batthyány-kormány lemondása után létrehozott OHB-nak kezdettől tagja, majd október elejétől elnökhelyettese volt. Ebben a minőségében, az elnök Kossuth Lajos távollétében formálisan ő vezette a bizottmányt. Szerepe döntően ügyvivő volt, a valódi kérdésekben mindvégig Kossuth mondta ki a döntő szót. November végén Nyáry ellenállásán bukott meg az OHB kormánnyá alakítása. Ezt követően a polgári közigazgatási és a hadseregellátási ügyek tartoztak hozzá.
Az 1849 elején Debrecenbe költöző országgyűlésen az ún. Békepárt egyik vezéralakja lett, amely a Habsburgokkal, 1848-as alapokon való tárgyalások lehetőségének fenntartását támogatta. A január 13-án lefolyt parlamenti vitában a megegyezésre hajlók véleményét fogalmazta meg, amikor azt mondta: „[…] védjük magunkat, ameddig lehet, s fel nem adjuk a nemzet jogait, mindamellett a nemzet törvényes jogainak s függetlenségének alapján minden pillanatban készek vagyunk a békére.”
Nyáry legfontosabb politikai ellenfele a szintén OHB tag Madarász László volt. A békepártiak úgy gondolták, hogy ő Kossuth „rossz szelleme”, így legnagyobb sikerüknek épp azt tartották, amikor a Zichy-gyémántok eltűnése kapcsán sikerült politikailag lehetetlen helyzetbe hozni a „héják” vezérét.
Februárban Esti Lapok néven, a békepártiak saját orgánumhoz jutottak, melynek élére – Nyáry támogatásával – Jókai Mór került.
A függetlenségi nyilatkozat kibocsátását Nyáry is ellenezte – legalábbis időszerűtlennek tartotta – , ahogy az április 13-i zárt parlamenti ülésen elmondta: 
| „ | Verjük meg előbb az ellenséget, űzzük ki előbb hazánk földjéről az utolsó németet, s akkor, mikor bent szabadok, s kívül a határokon erőnk végett becsültetve állunk a világ előtt, akkor lesz ideje rendezni belügyünket, kimondani, ha tetszik, függetlenségünket s az országnak positivus államformát adni. | ” |
|   | |   |

A függetlenség kimondása után és a Szemere-kormány létrejöttével a helyzete kényelmetlenné vált és ismereteink szerint még az országgyűlés berekesztése előtt elhagyta Debrecent. Pestre ment, hogy a felszabadult vármegyét újjászervezze. Buda ostroma idején lehetséges, hogy Görgeivel is tárgyalt.
A szabadságharc végnapjaiban is részt vett az újra összehívott országgyűlés ülésein. Kifejezetten ellenezte a nemzetiségi törvény elfogadását, mondván ha „a magyar állam részvényeseivé tesszük a nemzetiségeket”, azzal „eltemetjük a magyar államot.” Jelen volt a világosi (szőlősi) fegyverletételnél.

### A szabadságharc után

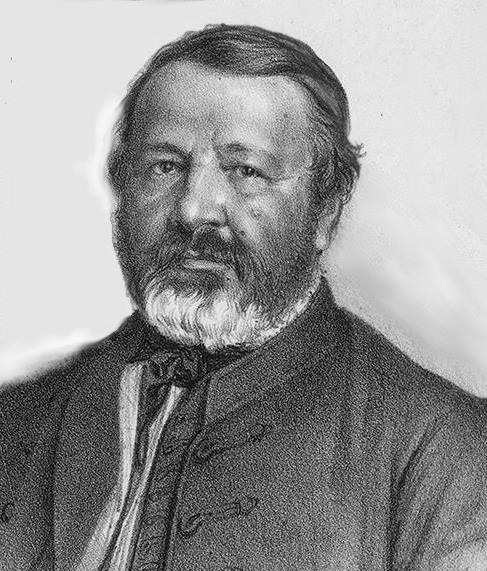
Nyáry Pál (1861)

A császári hadbíróság 1851. október 7-én ítélte halálra, majd kegyelemből hatévi várfogságra. Szabadulása után nyáregyházi birtokán gazdálkodott.
1860-ban az újjáalakuló Pest-Pilis-Solt vármegye alispánjává választották.
Az 1861-ben összeülő országgyűlésen a Teleki László vezette Határozati Párt egyik meghatározó alakja volt. Teleki öngyilkossága után is – párttársai többségével ellentétben – a békülékenységet kifejező felirat elutasítása mellett állt ki.
1866–67-ben tagja volt a kiegyezési törvényjavaslatot kidolgozó 67-es bizottság 15-ös albizottságának, ahol alternatív javaslatot dolgozott ki. Ebben jobban kívánt ragaszkodni a 48-as törvényekhez, ezáltal nagyobb önállóságot biztosítva az országnak. 1867 után az ellenzéki balközép egyik tekintélyes tagjának számított.

## Élete a mindennapokban

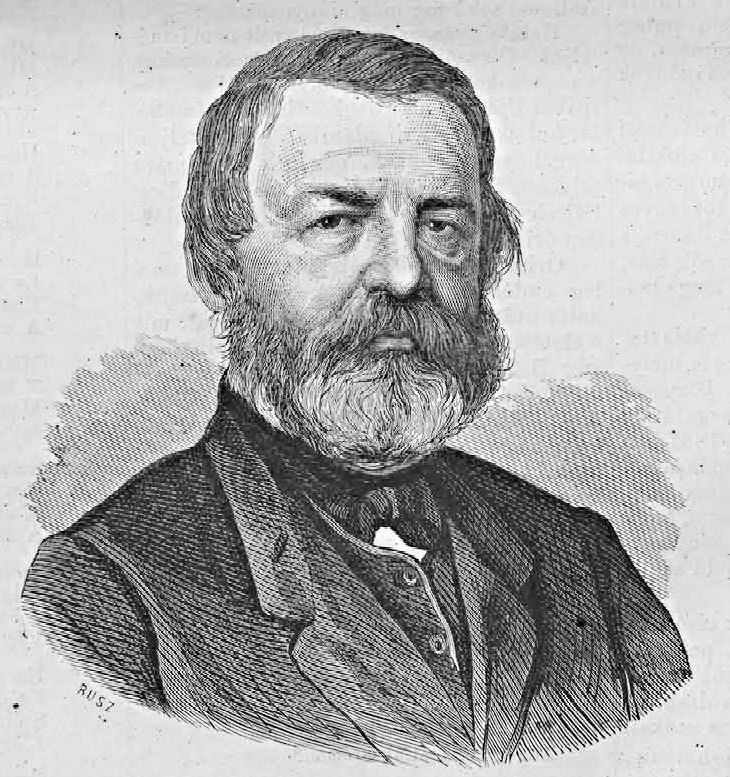
Nyáry Pál (1871)

Magánéletéről keveset tudunk. Házasságot nem kötött, élettársa az 1840-es évektől Schodelné Klein Rozália, a híres opera-énekesnő volt. Gyermekeik nem születtek.
Politikai tevékenysége idején Pesten, ismereteink szerint a megyeházán lakott, visszavonultsága éveiben nyáregyházi birtokán élt, ahol iskolát alapított. Döntő jövedelmei a birtokáról és hivatali fizetéséből származhattak. A bizonyosan elsajátított latin mellett, feltehetően németül és angolul is megtanult.
... minden ember addig él, ameddig szüksége van rá a sorsnak!
Halála különös rejtély: a pesti Stein-ház tetejéről vetette le magát, búcsúlevelét a zsebében hagyva. Hatvanhat éves volt.
Élete utolsó szakaszában és a halálát követő emlékezésekben rendre a „Vasember” jelzővel illették, ily módon adózva jellemének szilárdsága előtt.

## Emlékezete
Szülőfalujában temették el, ahol bronz mellszobrot állítottak tiszteletére a nevét viselő utcában, a róla elnevezett helyi általános iskola előtt, Schodelné szobrával együtt. Budapest V. kerülete egyik utcája is az ő nevét kapta. A Pesti megyeháza egyik konferenciatermének névadója.